# Comitatul Leduc, Alberta
Comitatul Leduc, din provincia Alberta, Canada   este un district municipal situat central în Alberta. Districtul se află în Diviziunea de recensământ 11. El se întinde pe suprafața de 2,607.56 km2  și avea în anul 2011 o populație de 13,524 locuitori.
Cities Orașe
- Leduc

Towns Localități urbane
- Beaumont
- Calmar
- Devon

Villages Sate
- Thorsby
- Warburg

Summer villages Sate de vacanță
- Golden Days
- Itaska Beach
- Sundance Beach

Hamlets
- Buford
- Kavanagh
- Looma
- New Sarepta
- Nisku
- Rolly View
- Sunnybrook
- Telfordville

Hamlets, cătune
--
Așezări
- Alsike
- Amarillo Park
- Anchor Farms
- Beau Vista North
- Beau Vista South
- Brenda Vista
- Caywood Estates
- Cloverlawn Estates
- Conjuring Creek
- Creekland
- Edda Vista
- Fern Creek
- Fisher Home
- Gateway Estates
- Genesee
- Glen Park
- Goudreau
- Green Acres
- Hazel Grove
- Hilltop Estates
- Huggett
- Ireton
- Kayda Vista
- Keystone--
- Linda Vista
- Looma Estates
- Marquis Development
- Michigan Centre
- Mini Vista
- Panorama Acres
- Paterson Park
- Pemburton Hill
- Richdale Estates
- Sandholm Beach
- Scottsdale Estates
- South Looking Lake
- Southwood Park
- St. Francis
- Strawberry Hill Estates
- Sunnyville
- Tiebecke Estates
- Treasure Island Estates
- Valley View Acres
- Weed Creek
- Woodvale Park
- East Vistas

1. 1 2  Population and dwelling counts, for Canada, provinces and territories, and census subdivisions (municipalities), 2016 and 2011 censuses – 100% data (în engleză), 20 februarie 2019